# Archibald Campbell, III duca di Argyll
Archibald Campbell, III duca di Argyll, I Conte di Ilay (Petersham, giugno 1682 – 15 aprile 1761) è stato un politico, avvocato, militare e uomo d'affari scozzese.
Dal 1703 al 1706 fu noto col nome di Lord Archibald Campbell, e poi come conte di Ilay dal 1706 al 1743, anno in cui succedette a suo fratello nel ducato paterno. Fu un personaggio politico preminente nella Scozia della sua epoca e venne coinvolto in numerosi progetti civici.

## Biografia

### I primi anni
Nato a Petersham, nel Surrey, era figlio secondogenito di Archibald Campbell, I duca di Argyll (1658–1703) e di sua moglie Elizabeth, figlia primogenita di sir Lionel Talmash di Helmingham, nel Suffolk. Egli era quindi primo cugino di Lord William Campbell.
Educato al College di Eton e poi all'Università di Glasgow ed all'Università di Utrecht, ebbe modo di studiare diritto civile. Venne nominato Lord Gran Tesoriere di Scozia dalla regina Anna nel 1705.
Sin dai primi anni della sua carriera, sostenne suo fratello maggiore, John Campbell, II duca di Argyll (su molti argomenti, in particolare sull'Act of Union), guadagnandosi il titolo di conte di Ilay nel 1706. A seguito dell'approvazione del Treaty of Union venne prescelto come uno dei sedici pari scozzesi con diritto di sedere nella Camera dei Lord inglese.
Pur non godendo della medesima fortuna del fratello, dal 1701 intraprese la carriera militare parallelamente ai propri impegni presso il governo e divenne colonnello del 36º reggimento di fanteria. Nel 1715, combatté nella Battaglia di Sheriffmuir, assistendo il fratello.

### Il potere politico

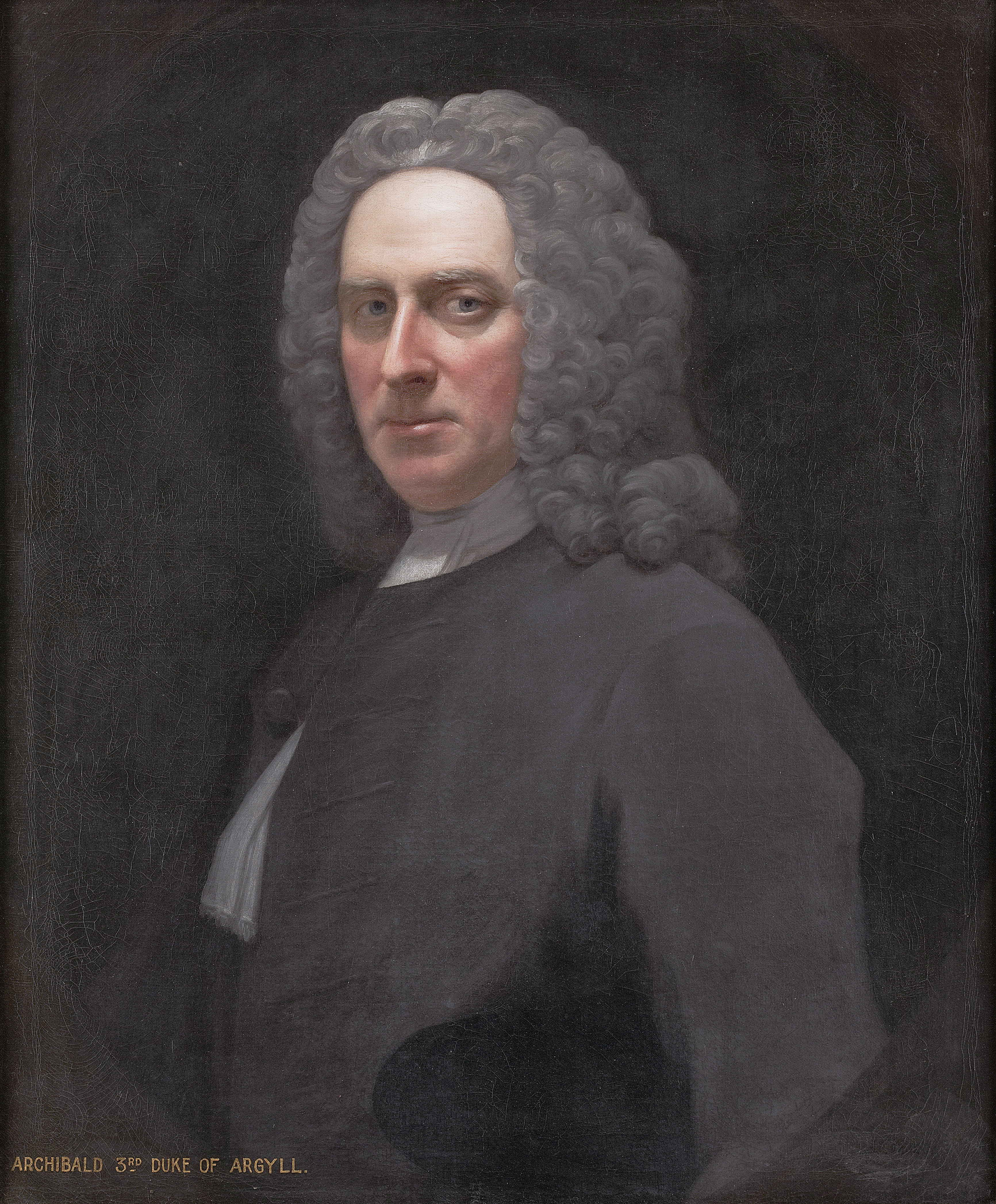
Archibald Campbell, III duca di Argyll, ritratto di Allan Ramsay, 1748

Il suo vero potere, lord Campbell lo manifestò nella politica e nella sua influenza negli affari interni della Scozia. Nel 1711, infatti, era stato nominato membro del Consiglio privato. Molti lo chiamavano "l'uomo più potente in Scozia", durante l'era di Henry Dundas e per celebrare ancora più chiaramente la sua posizione, il primo ministro Robert Walpole gli concesse il controllo sui patronati reali in Scozia, privilegio che utilizzò per controllare i voti degli altri pari scozzesi durante le elezioni dei 16 pari rappresentanti al parlamento inglese di Londra.
Lord Ilay giocò un ruolo fondamentale nella fondazione della facoltà di medicina dell'Università di Edimburgo nel 1726.
Fu uno dei fondatori della Royal Bank of Scotland nel 1727 di cui fu il primo governatore. Il suo ritratto è infatti presente sul fronte di tutte le banconote emesse dalla Royal Bank of Scotland dopo l'ultima progettazione del 1987. Il ritratto è basato su quello eseguito dal vivo da Allan Ramsay e conservato oggi presso la Scottish National Portrait Gallery.

### Duca di Argyll
Succedette al fratello (il quale non aveva avuto eredi) al titolo di duca di Argyll nel mese di ottobre del 1743. Da subito si gettò nel completamento del Castello di Inveraray, già proprietà di suo fratello, a partire dal 1750, pur tuttavia non riuscendo mai a vivere la residenza, in quanto morì nel 1761 e venne sepolto poi nella chiesa parrocchiale di Kilmun.
Sposò Anne Whitfield nel 1712, ma non ebbero figli sopravvissuti. Nel suo testamento, lasciò i suoi beni inglese alla signora Ann (nata Shireburn) Williams. I suoi titoli passarono a suo cugino, John Campbell.
Il Duca era un appassionato giardiniere e per questo scopo importò un gran numero di specie esotiche di piante e alberi per la sua tenuta. Venne soprannominato per questa sua passione "Treemonger" da Horace Walpole. Alla sua morte, molti di questi, tra cui alberi secolari, sono stati spostati dal nipote, il terzo conte di Bute, nel nuovo Kew Garden, di proprietà della principessa del Galles.
Uno dei suoi discendenti, Jenny von Westphalen era la moglie del famoso filosofo tedesco Karl Marx.

## Ascendenza
|                                         |                                     |                                    | Genitori                             |  |  | Nonni |  |  | Bisnonni                                 |  |  | Trisnonni                               |  |
|                                         |                                     |                                    |                                      |  |  |       |  |  | Archibald Campbell, I marchese di Argyll |  |  | Archibald Campbell, VII conte di Argyll |  |
|                                         |                                     |                                    |                                      |  |  |       |  |  | Archibald Campbell, I marchese di Argyll |  |  | Archibald Campbell, VII conte di Argyll |  |
|                                         |                                     | lady Agnes Douglas                 |                                      |  |  |       |  |  | Archibald Campbell, I marchese di Argyll |  |  |                                         |  |
| Archibald Campbell, IX conte di Argyll  |                                     |                                    |                                      |  |  |       |  |  | Archibald Campbell, I marchese di Argyll |  |  |                                         |  |
|                                         |                                     | lady Margaret Douglas              | William Douglas, VII conte di Morton |  |  |       |  |  |                                          |  |  |                                         |  |
|                                         |                                     | lady Margaret Douglas              | William Douglas, VII conte di Morton |  |  |       |  |  |                                          |  |  |                                         |  |
|                                         |                                     | lady Margaret Douglas              | lady Anne Keith                      |  |  |       |  |  |                                          |  |  |                                         |  |
| Archibald Campbell, I duca di Argyll    |                                     | lady Margaret Douglas              |                                      |  |  |       |  |  |                                          |  |  |                                         |  |
|                                         |                                     | James Stuart, IV conte di Moray    | James Stuart, III conte di Moray     |  |  |       |  |  |                                          |  |  |                                         |  |
|                                         |                                     | James Stuart, IV conte di Moray    | James Stuart, III conte di Moray     |  |  |       |  |  |                                          |  |  |                                         |  |
|                                         |                                     | James Stuart, IV conte di Moray    | lady Anne Gordon                     |  |  |       |  |  |                                          |  |  |                                         |  |
| lady Mary Stuart                        |                                     | James Stuart, IV conte di Moray    |                                      |  |  |       |  |  |                                          |  |  |                                         |  |
|                                         |                                     | lady Margaret Home                 | Alexander Home, I conte di Home      |  |  |       |  |  |                                          |  |  |                                         |  |
|                                         |                                     | lady Margaret Home                 | Alexander Home, I conte di Home      |  |  |       |  |  |                                          |  |  |                                         |  |
|                                         |                                     | lady Margaret Home                 | Mary Sutton                          |  |  |       |  |  |                                          |  |  |                                         |  |
| Archibald Campbell, III duca di Argyll  |                                     | lady Margaret Home                 |                                      |  |  |       |  |  |                                          |  |  |                                         |  |
|                                         | sir Lionel Tollemache, II baronetto | sir Lionel Tollemache, I baronetto |                                      |  |  |       |  |  |                                          |  |  |                                         |  |
|                                         | sir Lionel Tollemache, II baronetto | sir Lionel Tollemache, I baronetto |                                      |  |  |       |  |  |                                          |  |  |                                         |  |
|                                         | sir Lionel Tollemache, II baronetto | Katharine Cromwell                 |                                      |  |  |       |  |  |                                          |  |  |                                         |  |
| sir Lionel Tollemache, III baronetto    | sir Lionel Tollemache, II baronetto |                                    |                                      |  |  |       |  |  |                                          |  |  |                                         |  |
|                                         |                                     | Elizabeth Stanhope                 | John Stanhope, I barone Stanhope     |  |  |       |  |  |                                          |  |  |                                         |  |
|                                         |                                     | Elizabeth Stanhope                 | John Stanhope, I barone Stanhope     |  |  |       |  |  |                                          |  |  |                                         |  |
|                                         |                                     | Elizabeth Stanhope                 | Margaret MacWilliams                 |  |  |       |  |  |                                          |  |  |                                         |  |
| Elizabeth Tollemache                    |                                     | Elizabeth Stanhope                 |                                      |  |  |       |  |  |                                          |  |  |                                         |  |
|                                         |                                     | William Murray, I conte di Dysart  | William Murray                       |  |  |       |  |  |                                          |  |  |                                         |  |
|                                         |                                     | William Murray, I conte di Dysart  | William Murray                       |  |  |       |  |  |                                          |  |  |                                         |  |
|                                         |                                     | William Murray, I conte di Dysart  | Margaret Murray                      |  |  |       |  |  |                                          |  |  |                                         |  |
| Elizabeth Murray, II contessa di Dysart |                                     | William Murray, I conte di Dysart  |                                      |  |  |       |  |  |                                          |  |  |                                         |  |
|                                         |                                     | Catherine Bruce                    | Norman Bruce                         |  |  |       |  |  |                                          |  |  |                                         |  |
|                                         |                                     | Catherine Bruce                    | Norman Bruce                         |  |  |       |  |  |                                          |  |  |                                         |  |
|                                         |                                     | Catherine Bruce                    | Janet Norvall                        |  |  |       |  |  |                                          |  |  |                                         |  |
|                                         |                                     | Catherine Bruce                    |                                      |  |  |       |  |  |                                          |  |  |                                         |  |